# Philoponella operosa
Philoponella operosa es una especie de araña araneomorfa del género Philoponella, familia Uloboridae. Fue descrita científicamente por Simon en 1896.
Habita en Sudáfrica.